# Temporada 2021 del Campeonato Británico de Superbikes
La temporada 2021 del Campeonato Británico de Superbikes (Oficialmente y en inglés Bennets British Superbikes in association with Pirelli, y coloquialmente conocido con el acrónimo BSB) fue la 34.ª edición de este certamen.   

## Pilotos y equipos
| Constructor | Equipo                                     | No. | Piloto           | Rondas     |
| ----------- | ------------------------------------------ | --- | ---------------- | ---------- |
| Ducati      | VisionTrack PBM Ducati                     | 1   | Josh Brookes     | Todas      |
| Ducati      | VisionTrack PBM Ducati                     | 21  | Christian Iddon  | Todas      |
| Ducati      | Oxford Products Ducati                     | 46  | Tommy Bridewell  | Todas      |
| BMW         | FHO Racing BMW Motorrad                    | 6   | Xavi Forés       | 1, 3-8     |
| BMW         | FHO Racing BMW Motorrad                    | 40  | Joe Francis      | 10-11      |
| BMW         | FHO Racing BMW Motorrad                    | 60  | Peter Hickman    | Todas      |
| BMW         | Roadhouse Macau by FHO Racing              | 11  | Brian McCormack  | Todas      |
| BMW         | SYNETIQ BMW                                | 18  | Andrew Irwin     | Todas      |
| BMW         | SYNETIQ BMW                                | 83  | Danny Buchan     | 1-5, 7-11  |
| BMW         | PR Racing BMW                              | 10  | Joe Sheldon-Shaw | 9-11       |
| BMW         | PR Racing BMW                              | 20  | Bradley Jones    | 1-3        |
| BMW         | PR Racing BMW                              | 33  | Keith Farmer     | 8          |
| BMW         | PR Racing BMW                              | 40  | Joe Francis      | 1-7        |
| BMW         | Rich Energy OMG Racing BMW                 | 28  | Bradley Ray      | Todas      |
| BMW         | Rich Energy OMG Racing BMW                 | 77  | Kyle Ryde        | 1-5, 7-11  |
| BMW         | Rich Energy OMG Racing BMW                 | 77  | James Hillier    | 6          |
| Honda       | Honda Racing UK                            | 2   | Glenn Irwin      | Todas      |
| Honda       | Honda Racing UK                            | 13  | Takumi Takahashi | Todas      |
| Honda       | Honda Racing UK                            | 88  | Ryo Mizuno       | Todas      |
| Honda       | TAG Racing Honda                           | 4   | Dan Linfoot      | 1-9        |
| Honda       | TAG Racing Honda                           | 12  | Luke Mossey      | 11         |
| Kawasaki    | Silicone Engineering Kawasaki              | 5   | Dean Harrison    | 1, 3-11    |
| Kawasaki    | Lee Hardy Racing                           | 7   | Ryan Vickers     | Todas      |
| Kawasaki    | FS-3 Racing Kawasaki                       | 14  | Lee Jackson      | Todas      |
| Kawasaki    | FS-3 Racing Kawasaki                       | 69  | Rory Skinner     | Todas      |
| Kawasaki    | Rapid CDH Racing                           | 10  | Joe Sheldon-Shaw | 5-6        |
| Kawasaki    | Rapid CDH Racing                           | 65  | Josh Owens       | 1, 7, 9-11 |
| Kawasaki    | GR Motorsport                              | 79  | Storm Stacey     | Todas      |
| Suzuki      | Powerslide Motorcycles with Catfoss Suzuki | 27  | Bjorn Estment    | Todas      |
| Suzuki      | Buildbase Suzuki                           | 6   | Michael Dunlop   | 9          |
| Suzuki      | Buildbase Suzuki                           | 44  | Gino Rea         | Todas      |
| Suzuki      | Buildbase Suzuki                           | 52  | Danny Kent       | 1-5        |
| Suzuki      | Buildbase Suzuki                           | 54  | Tim Neave        | 6          |
| Suzuki      | Buildbase Suzuki                           | 55  | Leon Jeacock     | 11         |
| Suzuki      | Buildbase Suzuki                           | 81  | Luke Stapleford  | 7-8        |
| Suzuki      | Buildbase Suzuki                           | 94  | Naomichi Uramoto | 10         |
| Yamaha      | McAMS Yamaha                               | 22  | Jason O'Halloran | Todas      |
| Yamaha      | McAMS Yamaha                               | 95  | Tarran Mackenzie | Todas      |

| Leyenda             | Leyenda |
| ------------------- | ------- |
| Piloto Titular      |         |
| Piloto Invitado     |         |
| Piloto de reemplazo |         |

- Todos los pilotos usan neumáticos Pirelli.

## Calendario y resultados
| Calendario Temporada 2021 | Calendario Temporada 2021 | Calendario Temporada 2021 | Calendario Temporada 2021 | Calendario Temporada 2021 | Calendario Temporada 2021 | Calendario Temporada 2021 | Calendario Temporada 2021     |
| Temporada Regular         | Temporada Regular         | Temporada Regular         | Temporada Regular         | Temporada Regular         | Temporada Regular         | Temporada Regular         | Temporada Regular             |
| Ronda                     | Ronda                     | Circuito                  | Fecha                     | Pole position             | Vuelta rápida             | Piloto ganador            | Equipo ganador                |
| ------------------------- | ------------------------- | ------------------------- | ------------------------- | ------------------------- | ------------------------- | ------------------------- | ----------------------------- |
| 1                         | R1                        | Oulton Park               | 26 de junio               | Tommy Bridewell           | Jason O'Halloran          | Jason O'Halloran          | McAMS Yamaha                  |
| 1                         | R2                        | Oulton Park               | 27 de junio               |                           | Peter Hickman             | Jason O'Halloran          | McAMS Yamaha                  |
| 1                         | R3                        | Oulton Park               | 27 de junio               |                           | Tarran Mackenzie          | Jason O'Halloran          | McAMS Yamaha                  |
| 2                         | R1                        | Knockhill                 | 10 de julio               | Jason O'Halloran          | Danny Buchan              | Christian Iddon           | VisionTrack Ducati            |
| 2                         | R2                        | Knockhill                 | 11 de julio               |                           | Rory Skinner              | Danny Buchan              | SYNETIQ BMW Motorrad          |
| 2                         | R3                        | Knockhill                 | 11 de julio               |                           | Bradley Ray               | Danny Buchan              | SYNETIQ BMW Motorrad          |
| 3                         | R1                        | Brands Hatch GP           | 24 de julio               | Tarran Mackenzie          | Danny Buchan              | Tarran Mackenzie          | McAMS Yamaha                  |
| 3                         | R2                        | Brands Hatch GP           | 25 de julio               |                           | Jason O'Halloran          | Jason O'Halloran          | McAMS Yamaha                  |
| 3                         | R3                        | Brands Hatch GP           | 25 de julio               |                           | Jason O'Halloran          | Christian Iddon           | VisionTrack Ducati            |
| 4                         | R1                        | Thruxton                  | 31 de julio               | Jason O'Halloran          | Lee Jackson               | Jason O'Halloran          | McAMS Yamaha                  |
| 4                         | R2                        | Thruxton                  | 1 de agosto               |                           | Jason O'Halloran          | Jason O'Halloran          | McAMS Yamaha                  |
| 4                         | R3                        | Thruxton                  | 1 de agosto               |                           | Danny Buchan              | Jason O'Halloran          | McAMS Yamaha                  |
| 5                         | R1                        | Donington Park (National) | 14 de agosto              | Jason O'Halloran          | Jason O'Halloran          | Jason O'Halloran          | MCAMS Yamaha                  |
| 5                         | R2                        | Donington Park (National) | 15 de agosto              |                           | Peter Hickman             | Tarran Mackenzie          | MCAMS Yamaha                  |
| 5                         | R3                        | Donington Park (National) | 15 de agosto              |                           | Christian Iddon           | Tommy Bridewell           | Oxford Products Racing Ducati |
| 6                         | R1                        | Cadwell Park              | 21 de agosto              | Glenn Irwin               | Peter Hickman             | Peter Hickman             | FHO Racing BMW                |
| 6                         | R2                        | Cadwell Park              | 22 de agosto              |                           | Tommy Bridewell           | Peter Hickman             | FHO Racing BMW                |
| 6                         | R3                        | Cadwell Park              | 22 de agosto              |                           | Lee Jackson               | Jason O'Halloran          | MCAMS Yamaha                  |
| 7                         | R1                        | Snetterton 300            | 4 de septiembre           | Glenn Irwin               | Tommy Bridewell           | Tarran Mackenzie          | MCAMS Yamaha                  |
| 7                         | R2                        | Snetterton 300            | 5 de septiembre           |                           | Tarran Mackenzie          | Jason O'Halloran          | MCAMS Yamaha                  |
| 7                         | R3                        | Snetterton 300            | 5 de septiembre           |                           | Josh Brookes              | Tarran Mackenzie          | MCAMS Yamaha                  |
| 8                         | R1                        | Silverstone (National)    | 11 de septiembre          | Jason O'Halloran          | Gino Rea                  | Glenn Irwin               | Honda Racing                  |
| 8                         | R2                        | Silverstone (National)    | 12 de septiembre          |                           | Tarran Mackenzie          | Tarran Mackenzie          | MCAMS Yamaha                  |
| 8                         | R3                        | Silverstone (National)    | 12 de septiembre          |                           | Tarran Mackenzie          | Jason O'Halloran          | MCAMS Yamaha                  |
| The BSB Showdown          |                           |                           |                           |                           |                           |                           |                               |
| 9                         | R1                        | Oulton Park               | 25 de septiembre          | Josh Brookes              | Jason O'Halloran          | Tarran Mackenzie          | MCAMS Yamaha                  |
| 9                         | R2                        | Oulton Park               | 26 de septiembre          |                           | Tommy Bridewell           | Tommy Bridewell           | Oxford Products Racing Ducati |
| 9                         | R3                        | Oulton Park               | 26 de septiembre          |                           | Tommy Bridewell           | Tommy Bridewell           | Oxford Products Racing Ducati |
| 10                        | R1                        | Donington Park GP         | 2 de octubre              | Gino Rea                  | Gino Rea                  | Gino Rea                  | Buildbase Suzuki              |
| 10                        | R2                        | Donington Park GP         | 3 de octubre              |                           | Tarran Mackenzie          | Tarran Mackenzie          | MCAMS Yamaha                  |
| 10                        | R3                        | Donington Park GP         | 3 de octubre              |                           | Gino Rea                  | Gino Rea                  | Buildbase Suzuki              |
| 11                        | R1                        | Brands Hatch GP           | 16 de octubre             | Luke Mossey               | Tommy Bridewell           | Tarran Mackenzie          | MCAMS Yamaha                  |
| 11                        | R2                        | Brands Hatch GP           | 17 de octubre             |                           | Tommy Bridewell           | Tarran Mackenzie          | MCAMS Yamaha                  |
| 11                        | R3                        | Brands Hatch GP           | 17 de octubre             |                           | Tarran Mackenzie          | Tarran Mackenzie          | MCAMS Yamaha                  |

Novedades para la temporada 2021:
- Después de una temporada 2020 marcada por la Pandemia de COVID-19 el calendario se acorta un mes, empezando en mayo y no en el tradicional abril. Aparte, reduce una prueba, que se solía correr fuera de la Gran Bretaña, siendo en los últimos años en el circuito holandés de Assen. Ambas medidas tienen el objetivo de reducir costes.
- El 14 de enero de 2021, se anuncia que se retrasa aún más el inicio de la temporada (del 7 de mayo al 29 de mayo), y la pretemporada; por los problemas de restricciones de viaje causado por la Pandemia de COVID-19, teniendo más tiempo para la vacunación. La fecha propuesta coincide con el puente de mayo (May Bank holiday). Aprovechan así las fechas que dejan las principales Road Races Internacionales, como son la North West 200 y el TT de la Isla de Man, cancelado en 2021.
- El 15 de marzo de 2021, se anuncia, de nuevo, otro retraso más en el inicio del calendario; con el objetivo de que pueda asistir más público a los circuitos.
- Se modifica el sistema de clasificación, eliminandóse la Q1, Q2 y Q3 eliminatorias que había. Los 12 primeros de los entrenamientos libre se calsificarán para la Q2. Después se realizará una Q1, con el resto de pilotos, dónde los 3 más rápidos pasarán a la Q2. Los 15 pilotos de la Q2 lucharán por la Pole Position.
- Todas las citas serán de 3 carreras: 1el Sábado y 2 el Domingo.
- Se reintroduce el BSB Showdown tras un año de ausencia debido a las alteraciones causadas por la Pandemia de COVID-19. Se modifica el Showdown: Tras la 8ª cita, los 8 primeros de la clasificación general se clasificarán para el Showdown (por los 6 que se clasificaban antiguamente). Cada uno de los 8 pilotos clasificados recibirá 1000 puntos (por los 500 que recibían antiguamente) más los "Podium Points" ganados durante la temporada.

## Clasificaciones

### Sistema de puntuación
Los puntos se reparten entre los quince primeros clasificados en acabar la carrera. 
| Posición | 1.º | 2.º | 3.º | 4.º | 5.º | 6.º | 7.º | 8.º | 9.º | 10.º | 11.º | 12.º | 13.º | 14.º | 15.º |
| Puntos   | 25  | 20  | 16  | 13  | 11  | 10  | 9   | 8   | 7   | 6    | 5    | 4    | 3    | 2    | 1    |

### Puntos de Showdown
El sistema "showdown" consiste en que durante las primeras 8 rondas los pilotos que consiguen podio reciben puntos por esos podios. Al finalizar las 8ª ronda (Silverstone), los 8 primeros de la general pasan al Showdown, reciben 1000 puntos más los puntos de pódium que han aconseguido a lo largo de la temporada. Esos 8 pilotos luchan por el título. El resto de pilotos sigue sumando igual los puntos para ver quien gana la "BSB Riders Cup".
| Posición         | 1.º | 2.º | 3.º |
| Puntos de pódium | 5   | 3   | 1   |

### Clasificación de Pilotos
| Pos                       | Piloto                    | Moto                      | OUL                       | OUL                       | OUL                       | KNO                       | KNO                       | KNO                       | BRH                       | BRH                       | BRH                       | THR                       | THR                       | THR                       | DON                       | DON                       | DON                       | CAD                       | CAD                       | CAD                       | SNE                       | SNE                       | SNE                       | SIL                       | SIL                       | SIL                       | OUL                       | OUL                       | OUL                       | DON                       | DON                       | DON                       | BRH                       | BRH                       | BRH                       | Pts                       |
| Pos                       | Piloto                    | Moto                      | R1                        | R2                        | R3                        | R1                        | R2                        | R3                        | R1                        | R2                        | R3                        | R1                        | R2                        | R3                        | R1                        | R2                        | R3                        | R1                        | R2                        | R3                        | R1                        | R2                        | R3                        | R1                        | R2                        | R3                        | R1                        | R2                        | R3                        | R1                        | R2                        | R3                        | R1                        | R2                        | R3                        | Pts                       |
| The Championship Showdown | The Championship Showdown | The Championship Showdown | The Championship Showdown | The Championship Showdown | The Championship Showdown | The Championship Showdown | The Championship Showdown | The Championship Showdown | The Championship Showdown | The Championship Showdown | The Championship Showdown | The Championship Showdown | The Championship Showdown | The Championship Showdown | The Championship Showdown | The Championship Showdown | The Championship Showdown | The Championship Showdown | The Championship Showdown | The Championship Showdown | The Championship Showdown | The Championship Showdown | The Championship Showdown | The Championship Showdown | The Championship Showdown | The Championship Showdown | The Championship Showdown | The Championship Showdown | The Championship Showdown | The Championship Showdown | The Championship Showdown | The Championship Showdown | The Championship Showdown | The Championship Showdown | The Championship Showdown | The Championship Showdown |
| ------------------------- | ------------------------- | ------------------------- | ------------------------- | ------------------------- | ------------------------- | ------------------------- | ------------------------- | ------------------------- | ------------------------- | ------------------------- | ------------------------- | ------------------------- | ------------------------- | ------------------------- | ------------------------- | ------------------------- | ------------------------- | ------------------------- | ------------------------- | ------------------------- | ------------------------- | ------------------------- | ------------------------- | ------------------------- | ------------------------- | ------------------------- | ------------------------- | ------------------------- | ------------------------- | ------------------------- | ------------------------- | ------------------------- | ------------------------- | ------------------------- | ------------------------- | ------------------------- |
| 1                         | Tarran Mackenzie          | Yamaha                    | 5                         | 6                         | 4                         | 6                         | 3                         | 3                         | 1                         | 3                         | 2                         | 9                         | 2                         | 7                         | 3                         | 1                         | 7                         | Ret                       | DNS                       | DNS                       | 1                         | 2                         | 1                         | Ret                       | 1                         | 2                         | 1                         | 3                         | 5                         | 7                         | 1                         | Ret                       | 1                         | 1                         | 1                         | 1202                      |
| 2                         | Tommy Bridewell           | Ducati                    | 3                         | Ret                       | 3                         | 8                         | 5                         | 7                         | 2                         | 2                         | Ret                       | 10                        | 12                        | 18                        | 5                         | 5                         | 1                         | 3                         | 3                         | 3                         | 2                         | 3                         | 2                         | 3                         | 5                         | 5                         | 6                         | 1                         | 1                         | Ret                       | 7                         | 4                         | 2                         | 2                         | 2                         | 1166                      |
| 3                         | Jason O’Halloran          | Yamaha                    | 1                         | 1                         | 1                         | 2                         | Ret                       | 6                         | 5                         | 1                         | 3                         | 1                         | 1                         | 1                         | 1                         | 3                         | 12                        | 2                         | 2                         | 1                         | 3                         | 1                         | 3                         | Ret                       | 2                         | 1                         | Ret                       | 2                         | Ret                       | 5                         | 9                         | 8                         | 4                         | 3                         | 3                         | 1162                      |
| 4                         | Christian Iddon           | Ducati                    | 2                         | 2                         | 2                         | 1                         | 4                         | 4                         | 3                         | 5                         | 1                         | 2                         | Ret                       | 9                         | 4                         | Ret                       | Ret                       | 5                         | Ret                       | 7                         | Ret                       | 11                        | 5                         | 2                         | 7                         | 6                         | 3                         | 4                         | 11                        | 3                         | 3                         | 2                         | 3                         | 4                         | Ret                       | 1141                      |
| 5                         | Peter Hickman             | BMW                       | 4                         | 3                         | 5                         | Ret                       | 7                         | 8                         | Ret                       | 9                         | 7                         | 3                         | 5                         | 8                         | 9                         | 4                         | 14                        | 1                         | 1                         | 2                         | 7                         | 10                        | 7                         | Ret                       | 10                        | 12                        | 5                         | 5                         | 4                         | Ret                       | Ret                       | 7                         | 5                         | 5                         | 5                         | 1092                      |
| 6                         | Josh Brookes              | Ducati                    | 10                        | 7                         | 6                         | 10                        | 12                        | 13                        | 9                         | 18                        | 5                         | 17                        | 16                        | 14                        | 18                        | 10                        | 4                         | 10                        | 5                         | 5                         | 4                         | 4                         | 6                         | 4                         | 3                         | 3                         | 2                         | Ret                       | 2                         | Ret                       | 11                        | Ret                       | 7                         | 6                         | 4                         | 1079                      |
| 7                         | Danny Buchan              | BMW                       | 12                        | 4                         | 8                         | 3                         | 1                         | 1                         | 4                         | 4                         | 4                         | 13                        | 7                         | 2                         | 13                        | Ret                       | DNS                       |                           |                           |                           | 10                        | 13                        | DNS                       | Ret                       | 12                        | 4                         | 7                         | 8                         | 6                         | Ret                       | 2                         | Ret                       | 11                        | 7                         | Ret                       | 1075                      |
| 8                         | Glenn Irwin               | Honda                     | 6                         | 9                         | 10                        | 12                        | 11                        | Ret                       | 11                        | 8                         | 6                         | Ret                       | 3                         | 6                         | 2                         | Ret                       | 2                         | 4                         | 6                         | 6                         | Ret                       | 14                        | 11                        | 1                         | 13                        | 9                         | 8                         | Ret                       | 7                         | Ret                       | 10                        | 10                        | 9                         | 9                         | Ret                       | 1055                      |
| BSB Riders Cup            |                           |                           |                           |                           |                           |                           |                           |                           |                           |                           |                           |                           |                           |                           |                           |                           |                           |                           |                           |                           |                           |                           |                           |                           |                           |                           |                           |                           |                           |                           |                           |                           |                           |                           |                           |                           |
| 9                         | Lee Jackson               | Kawasaki                  | 8                         | 8                         | 7                         | 9                         | 8                         | 10                        | 6                         | 7                         | 8                         | 5                         | Ret                       | 12                        | 8                         | Ret                       | 15                        | 6                         | 4                         | 4                         | 5                         | 6                         | DNS                       | Ret                       | 11                        | 8                         | 4                         | 6                         | Ret                       | 4                         | 5                         | 3                         | 8                         | Ret                       | 6                         | 248                       |
| 10                        | Bradley Ray               | BMW                       | Ret                       | 5                         | Ret                       | 4                         | 9                         | 5                         | 7                         | 12                        | 13                        | 7                         | 4                         | 10                        | 10                        | 2                         | 16                        | 13                        | 8                         | 8                         | 9                         | 12                        | 9                         | 5                         | 4                         | 7                         | 9                         | 7                         | 3                         | 9                         | 12                        | 14                        | 10                        | 12                        | 8                         | 245                       |
| 11                        | Gino Rea                  | Suzuki                    | 11                        | 13                        | 11                        | 13                        | 10                        | 11                        | Ret                       | 10                        | DNS                       | 8                         | 10                        | 11                        | 15                        | Ret                       | 10                        | Ret                       | Ret                       | 11                        | Ret                       | 5                         | 4                         | 6                         | 6                         | Ret                       | Ret                       | 10                        | 9                         | 1                         | 4                         | 1                         | 12                        | 8                         | 10                        | 202                       |
| 12                        | Ryan Vickers              | Kawasaki                  | 9                         | 11                        | 9                         | 7                         | 6                         | 9                         | 15                        | 15                        | 15                        | 4                         | Ret                       | 4                         | 6                         | 7                         | Ret                       | 8                         | 9                         | 10                        | 6                         | 7                         | 13                        | Ret                       | 8                         | 10                        | Ret                       | 13                        | 12                        | 8                         | 15                        | 6                         | 18                        | 16                        | 12                        | 180                       |
| 13                        | Rory Skinner              | Kawasaki                  | 13                        | 12                        | 13                        | 5                         | 2                         | 2                         | 8                         | 6                         | 9                         | 14                        | 11                        | Ret                       | 17                        | 14                        | 11                        | 9                         | Ret                       | 12                        | 8                         | 9                         | 15                        | 7                         | 9                         | 16                        | 11                        | 11                        | 10                        | 10                        | Ret                       | 12                        | Ret                       | Ret                       | 7                         | 178                       |
| 14                        | Andrew Irwin              | BMW                       | Ret                       | 15                        | Ret                       | 15                        | 14                        | 15                        | 12                        | 14                        | Ret                       | 11                        | 8                         | 5                         | 7                         | 9                         | 3                         | 7                         | 7                         | 9                         | Ret                       | 8                         | 12                        | 11                        | Ret                       | 11                        | 17                        | 9                         | 8                         | 12                        | 8                         | 5                         | 6                         | Ret                       | 9                         | 169                       |
| 15                        | Kyle Ryde                 | BMW                       | 7                         | 10                        | 12                        | 11                        | 15                        | 17                        | 16                        | 13                        | 16                        | Ret                       | 6                         | 16                        | 11                        | 6                         | Ret                       |                           |                           |                           | 19                        | 15                        | 10                        | 8                         | 15                        | 17                        | 13                        | Ret                       | 15                        | 2                         | 6                         | 15                        | 13                        | 10                        | 11                        | 118                       |
| 16                        | Dan Linfoot               | Honda                     | 18                        | 18                        | 15                        | 14                        | 13                        | 12                        | 14                        | 16                        | 12                        | 16                        | 14                        | 13                        | 12                        | 11                        | 9                         | 12                        | 13                        | 14                        | 11                        | Ret                       | 8                         | 13                        | 17                        | 13                        | 12                        | DNS                       | DNS                       |                           |                           |                           |                           |                           |                           | 69                        |
| 17                        | Xavi Forés                | BMW                       | DNS                       | DNS                       | DNS                       |                           |                           |                           | 13                        | 11                        | 11                        | 12                        | 13                        | Ret                       | 14                        | 8                         | Ret                       | 14                        | 12                        | 13                        | 12                        | 16                        | DNS                       | 9                         | 18                        | 14                        |                           |                           |                           |                           |                           |                           |                           |                           |                           | 52                        |
| 18                        | Danny Kent                | Suzuki                    | Ret                       | 14                        | Ret                       | Ret                       | Ret                       | 14                        | 10                        | Ret                       | 10                        | 6                         | 9                         | 3                         | 16                        | Ret                       | DNS                       |                           |                           |                           |                           |                           |                           |                           |                           |                           |                           |                           |                           |                           |                           |                           |                           |                           |                           | 49                        |
| 19                        | Storm Stacey              | Kawasaki                  | 16                        | Ret                       | Ret                       | 17                        | 16                        | 16                        | Ret                       | 17                        | DNS                       | 15                        | 18                        | 15                        | 23                        | 12                        | 6                         | 11                        | 10                        | Ret                       | 13                        | 18                        | DNS                       | 15                        | 19                        | 18                        | 10                        | Ret                       | 14                        | Ret                       | Ret                       | 11                        | 16                        | 14                        | 13                        | 49                        |
| 20                        | Joe Francis               | BMW                       | Ret                       | Ret                       | Ret                       | 16                        | 17                        | Ret                       | 18                        | Ret                       | 17                        | Ret                       | 21                        | 19                        | Ret                       | Ret                       | 5                         | DNS                       | DNS                       | DNS                       | 15                        | Ret                       | Ret                       |                           |                           |                           |                           |                           |                           | 6                         | Ret                       | 9                         | 14                        | 11                        | Ret                       | 36                        |
| 21                        | Dean Harrison             | Kawasaki                  | 14                        | 17                        | Ret                       |                           |                           |                           | 17                        | 19                        | 14                        | 18                        | 17                        | 17                        | 20                        | 13                        | 8                         | Ret                       | 14                        | 16                        | 18                        | 17                        | 16                        | 16                        | 20                        | 21                        | 14                        | 12                        | 13                        | Ret                       | Ret                       | 19                        | Ret                       | Ret                       | 14                        | 28                        |
| 22                        | Ryo Mizuno                | Honda                     | 19                        | Ret                       | DNS                       | 20                        | 18                        | 19                        | DNS                       | DNS                       | DNS                       | 21                        | 19                        | 22                        | 19                        | 15                        | 13                        | 19                        | Ret                       | DNS                       | 16                        | Ret                       | DNS                       | 12                        | 16                        | 15                        | 18                        | Ret                       | 16                        | Ret                       | 14                        | 21                        | Ret                       | 20                        | 20                        | 11                        |
| 23                        | Luke Stapleford           | Suzuki                    |                           |                           |                           |                           |                           |                           |                           |                           |                           |                           |                           |                           |                           |                           |                           |                           |                           |                           | 17                        | 19                        | 14                        | 10                        | 14                        | DNS                       |                           |                           |                           |                           |                           |                           |                           |                           |                           | 10                        |
| 24                        | Bjorn Estment             | Suzuki                    | 15                        | 19                        | Ret                       | 21                        | Ret                       | Ret                       | 19                        | 20                        | 18                        | 19                        | Ret                       | 20                        | Ret                       | Ret                       | 17                        | 17                        | Ret                       | DNS                       | 20                        | 20                        | 18                        | 14                        | 21                        | 19                        | 15                        | Ret                       | Ret                       | 11                        | 16                        | 17                        | Ret                       | Ret                       | 15                        | 10                        |
| 25                        | Tim Neave                 | Suzuki                    |                           |                           |                           |                           |                           |                           |                           |                           |                           |                           |                           |                           |                           |                           |                           | 15                        | 11                        | 15                        |                           |                           |                           |                           |                           |                           |                           |                           |                           |                           |                           |                           |                           |                           |                           | 7                         |
| 26                        | Takumi Takahashi          | Honda                     | Ret                       | Ret                       | 17                        | 22                        | Ret                       | 21                        | Ret                       | Ret                       | 19                        | 20                        | 15                        | 21                        | 21                        | Ret                       | Ret                       | 16                        | 16                        | Ret                       | 14                        | 21                        | 17                        | Ret                       | 22                        | DNS                       | 20                        | 17                        | 19                        | 13                        | 18                        | 20                        | 17                        | 15                        | 17                        | 7                         |
| 27                        | Naomichi Uramoto          | Suzuki                    |                           |                           |                           |                           |                           |                           |                           |                           |                           |                           |                           |                           |                           |                           |                           |                           |                           |                           |                           |                           |                           |                           |                           |                           |                           |                           |                           | Ret                       | 13                        | 13                        |                           |                           |                           | 6                         |
| 28                        | Luke Mossey               | Honda                     |                           |                           |                           |                           |                           |                           |                           |                           |                           |                           |                           |                           |                           |                           |                           |                           |                           |                           |                           |                           |                           |                           |                           |                           |                           |                           |                           |                           |                           |                           | 15                        | 13                        | 16                        | 4                         |
| 29                        | Josh Owens                | Kawasaki                  | Ret                       | 16                        | Ret                       |                           |                           |                           |                           |                           |                           |                           |                           |                           |                           |                           |                           |                           |                           |                           | DNQ                       | DNQ                       | DNQ                       |                           |                           |                           | 16                        | 15                        | 18                        | 14                        | Ret                       | 16                        | Ret                       | DNS                       | DNS                       | 3                         |
| 30                        | Luke Hopkins              | Honda                     | 17                        | 20                        | 14                        | 19                        | Ret                       | 20                        | 20                        | 21                        | 21                        | 22                        | 20                        | Ret                       | 22                        | Ret                       | Ret                       | DNS                       | DNS                       | DNS                       | DNQ                       | DNQ                       | DNQ                       | 17                        | 23                        | 20                        |                           |                           |                           | Ret                       | 19                        | 22                        | 21                        | 19                        | 21                        | 2                         |
| 31                        | Michael Dunlop            | Suzuki                    |                           |                           |                           |                           |                           |                           |                           |                           |                           |                           |                           |                           |                           |                           |                           |                           |                           |                           |                           |                           |                           |                           |                           |                           | 19                        | 14                        | 17                        |                           |                           |                           |                           |                           |                           | 2                         |
| 32                        | Brian McCormack           | BMW                       | 20                        | 21                        | 18                        | Ret                       | 20                        | Ret                       | 21                        | Ret                       | 20                        | 23                        | 22                        | Ret                       | Ret                       | Ret                       | Ret                       | 20                        | Ret                       | 19                        | 21                        | 22                        | DNS                       | 18                        | Ret                       | DNS                       | Ret                       | 18                        | 20                        | 15                        | 20                        | Ret                       | 22                        | Ret                       | 22                        | 1                         |
| 33                        | Joe Sheldon-Shaw          | Kawasaki                  |                           |                           |                           |                           |                           |                           |                           |                           |                           |                           |                           |                           | Ret                       | Ret                       | Ret                       | 18                        | 15                        | 17                        |                           |                           |                           |                           |                           |                           |                           |                           |                           |                           |                           |                           |                           |                           |                           | 1                         |
| 33                        | Joe Sheldon-Shaw          | BMW                       |                           |                           |                           |                           |                           |                           |                           |                           |                           |                           |                           |                           |                           |                           |                           |                           |                           |                           |                           |                           |                           |                           |                           |                           | Ret                       | 16                        | Ret                       | DNS                       | 17                        | 18                        | 19                        | 17                        | 18                        | 1                         |
|                           | Brad Jones                | BMW                       | Ret                       | Ret                       | 16                        | 18                        | 19                        | 18                        | Ret                       | DNS                       | DNS                       |                           |                           |                           |                           |                           |                           |                           |                           |                           |                           |                           |                           |                           |                           |                           |                           |                           |                           |                           |                           |                           |                           |                           |                           | 0                         |
|                           | James Hillier             | BMW                       |                           |                           |                           |                           |                           |                           |                           |                           |                           |                           |                           |                           |                           |                           |                           | 21                        | 17                        | 18                        |                           |                           |                           |                           |                           |                           |                           |                           |                           |                           |                           |                           |                           |                           |                           | 0                         |
|                           | Leon Jeacock              | Suzuki                    |                           |                           |                           |                           |                           |                           |                           |                           |                           |                           |                           |                           |                           |                           |                           |                           |                           |                           |                           |                           |                           |                           |                           |                           |                           |                           |                           |                           |                           |                           | 20                        | 18                        | 19                        | 0                         |
|                           | Jesse Trayler             | BMW                       |                           |                           |                           |                           |                           |                           |                           |                           |                           |                           |                           |                           |                           |                           |                           |                           |                           |                           |                           |                           |                           |                           |                           |                           |                           |                           |                           | Ret                       | 21                        | Ret                       | 23                        | 21                        | Ret                       | 0                         |
|                           | Joey Thompson             | BMW                       | 21                        | 22                        | Ret                       | DNS                       | DNS                       | DNS                       | 22                        | Ret                       | 22                        |                           |                           |                           | Ret                       | DNS                       | DNS                       | DNS                       | DNS                       | DNS                       |                           |                           |                           |                           |                           |                           |                           |                           |                           |                           |                           |                           |                           |                           |                           | 0                         |
|                           | Sam Cox                   | BMW                       |                           |                           |                           |                           |                           |                           |                           |                           |                           |                           |                           |                           |                           |                           |                           |                           |                           |                           |                           |                           |                           | Ret                       | Ret                       | Ret                       |                           |                           |                           |                           |                           |                           |                           |                           |                           | 0                         |
|                           | Keith Farmer              | BMW                       |                           |                           |                           |                           |                           |                           |                           |                           |                           |                           |                           |                           |                           |                           |                           |                           |                           |                           |                           |                           |                           | Ret                       | DNS                       | DNS                       |                           |                           |                           |                           |                           |                           |                           |                           |                           | 0                         |
| Pos                       | Piloto                    | Moto                      | OUL                       | OUL                       | OUL                       | KNO                       | KNO                       | KNO                       | BRH                       | BRH                       | BRH                       | THR                       | THR                       | THR                       | DON                       | DON                       | DON                       | CAD                       | CAD                       | CAD                       | SNE                       | SNE                       | SNE                       | SIL                       | SIL                       | SIL                       | OUL                       | OUL                       | OUL                       | DON                       | DON                       | DON                       | BRH                       | BRH                       | BRH                       | Pts                       |

| Color     | Resultado                                                               |
| --------- | ----------------------------------------------------------------------- |
| Oro       | Ganador                                                                 |
| Plata     | 2.ª plaza                                                               |
| Bronce    | 3.ª plaza                                                               |
| Verde     | Finalizó en los puntos                                                  |
| Azul      | Finalizó sin puntos                                                     |
| Azul      | NC - No clasificado                                                     |
| Violeta   | Ret - No terminó (Carrera)                                              |
| Rojo      | DNQ - No se clasificó                                                   |
| Negro     | DSQ - Descalificado                                                     |
| Blanco    | DNS - No empezó (carrera)                                               |
| Blanco    | WD - Retirado (fin de semana)                                           |
| Blanco    | C - Carrera cancelada                                                   |
| Sin color | DNP - Inscrito pero no participó                                        |
| Sin color | INJ - Lesionado                                                         |
| Sin color | EX - Excluido                                                           |
| Estado    | Resultado                                                               |
| Negrita   | Pole position                                                           |
| Cursiva   | Vuelta rápida                                                           |
| †         | Abandona, pero clasifica al completar el porcentaje requerido para ello |